# Sanctuaire de faune et de flore El Corchal "El mono Hernández"
Le sanctuaire de faune et de flore El Corchal "El mono Hernández" est une zone protégée en 2002 dans les départements de Sucre et Bolívar, en Colombie.